# Rubi Rose
Ne doit pas être confondu avec Ruby Rose.
Rubi Rose, de son nom complet Rubi Rose Benton, née le 2 octobre 1997 à Lexington, est une rappeuse, auteure-compositrice-interprète, mannequin et influenceuse OnlyFans américaine.

## Biographie

### Jeunesse
Rubi Rose Benton naît le 2 octobre 1997 à Lexington, dans le Kentucky, où elle a également été élevée, par Nardos Ghebrelul, sa mère, dentiste immigrée érythréenne élevée en Éthiopie, et John Benton, son père, avocat d'origine japonaise, afro-américaine, polynésienne et française. Elle a une sœur aînée nommée Scarlette et une sœur cadette nommée Coral. Enfant, elle a été baptisée chrétienne orthodoxe. Elle a vécu pendant un an à Genève, en Suisse. Elle a déménagé à Atlanta, en Géorgie, lors de sa première année de lycée. Elle a fréquenté le Brookwood High School à Snellville, en Géorgie, et a fait de l'athlétisme,. Elle a étudié la politique à l'Université d'État de Géorgie. Elle a grandi en écoutant Prince, Michael Jackson, The Notorious B.I.G., Marvin Gaye et Chaka Khan. Elle est influencée par Megan Thee Stallion, Cardi B, Nicki Minaj, et Foxy Brown,,.

### Carrière
Rose s'est d'abord fait connaître en tant que modèle principal du clip du groupe de hip-hop Migos pour le single Bad and Boujee. À cette époque, elle a commencé à participer régulièrement à un flux Twitch avec le commentateur hip-hop de la côte Est d'origine jamaïcaine DJ Akademiks. Rose a commencé sa carrière musicale en septembre 2018 avec un remix de On Top, une chanson faite par Playboi Carti. En 2019, elle a fait de la traction avec son single Big Mouth. Rose a fait une apparition caméo dans le clip de la rappeuse américaine Cardi B pour son single WAP, qui a été publié le 7 août 2020.En 2019, elle a été signée par A&R Chris Turner pour le label de LA Reid, Hitco Entertainment.
Le 25 décembre 2020, Rose a publié sa première mixtape officielle, For the Streets, avec des apparitions en tant qu'invitée de Future et PartyNextDoor. Rose a figuré dans la liste XXL Freshman de 2021.

### Vie privée
En 2020, DDG (en) est sorti avec la rappeuse Rubi Rose. Ils se sont séparés en 2021 après un an de relation.
En mars 2023, Rubi Rose est en couple avec le rappeur French Montana.

## Discographie

### Albums
2020 : For The Streets